# Park Narodowy Odzala-Kokoua
Park Narodowy Odzala-Kokoua (fr. Parc national d'Odzala-Kokoua) – park narodowy w północno-zachodniej części Republiki Konga, w pobliżu granicy z Gabonem, położony na wysokości od 400 do 600 m n.p.m. Zajmuje powierzchnię 13546 km² i został utworzony w 1935 roku, co czyni go jednym z najstarszych parków narodowych w Afryce.
Od 1977 roku obszar ten posiada status rezerwatu biosfery UNESCO, zaś w 2023 roku został wpisany na listę światowego dziedzictwa przyrodniczego UNESCO.

## Flora i fauna
Roślinność parku stanowi tropikalny las deszczowy z licznymi polanami. Do występujących w parku gatunków zwierząt zaliczają się m.in.: bongo leśne, sitatunga sawannowa, grym szary, hiena cętkowana, lew afrykański, lampart plamisty, bawół afrykański, dzikacz leśny, dzikan rzeczny oraz liczne gatunki małp, w tym goryl nizinny i szympans zwyczajny. W 1982 roku doliczono się tam jeszcze 150 słoni leśnych.